# Saison 1951-1952 du FC Barcelone
Maillots
Chronologie
Saison précédente Saison suivante
La saison 1951-1952 du FC Barcelone est la 53e depuis la fondation du club.
Le FC Barcelone présidé par Agustí Montal Galobart et entraîné par Ferdinand Daucik remporte les cinq titres en jeu : championnat d'Espagne, Coupe d'Espagne, Coupe Eva Duarte, Coupe Latine et Trophée Martini & Rossi. On donne à cette équipe le surnom de "Barça des Cinq Coupes" (en catalan, Barça de les Cinc Copes). En 1980, le chanteur Joan Manuel Serrat s'inspire de cette équipe pour écrire la chanson "Temps era temps" où sont cités les attaquants Basora, César, Kubala, Moreno et Manchón.

## Faits marquants

### Mai 1952
- 25 mai :  Le Barça remporte la Coupe d'Espagne et obtient ainsi le doublé Coupe-Championnat. Lors de la finale disputée au Stade de Chamartín à Madrid, les blaugrana s'imposent face au Valence CF 4 à 2. Valence marque les deux premiers buts par l'intermédiaire de Manuel Badenes mais Basora et Vila égalisent. Lors des prolongations, Laszlo Kubala et César donnent l'avantage au Barça.

### Juin
- 2 juin : Match amical au Stade des Corts face à Manchester City. Le Barça l'emporte par 5 à 1 sans les internationaux qui sont convoqués par l'équipe d'Espagne.
- 15 juin : Le Stade des Corts accueille un match amical international face à l'OGC Nice en hommage au légendaire gardien de but Ramon Llorens. Le Barça bat le champion de France 8 à 2.
- 24 juin : L'expédition du FC Barcelone arrive à Paris pour participer à la quatrième édition de la Coupe latine en tant que champion d'Espagne. Les autres participants sont le Sporting du Portugal, l'OGC Nice et la Juventus de Turin.
- 26 juin : Victoire blaugrana (4 à 2) lors du premier match de la Coupe latine face au champion d'Italie, la Juventus. Basora (2), Kubala et Manchón marquent les buts du Barça.
- 29 juin :  Un but solitaire de César donne au Barça la Coupe latine. La finale a lieu à Paris au Parc des Princes face au champion de France, l'OGC Nice. Le Barça joue en maillot blanc et des shorts bleus tandis que les exilés catalans remplissent les gradins de senyeres.

### Juillet
- 2 juillet : Des milliers de supporters acclament l'expédition du Barça qui va en bus depuis Mataró à Barcelone avec la Coupe latine. Le bus traverse la ville avant que l'équipe offre le titre à la Vierge de la Mercè et aux autorités.
- 7 juillet : Un dîner de gala en hommage aux champions de la Liga, de la Coupe et de la Coupe latine est donné dans l'établissement El Cortijo situé à l'avenue Diagonal.

## Effectif[1],[2]
|           |                          |      | Total  | Total       | Championnat d'Espagne | Championnat d'Espagne | Coupe d'Espagne | Coupe d'Espagne | Coupe Latine | Coupe Latine | Coupe Eva Duarte | Coupe Eva Duarte |
| P         | Joueur                   | Pays | Matchs | But inscrit | Matchs                | But inscrit           | Matchs          | But inscrit     | Matchs       | But inscrit  | Matchs           | But inscrit      |
| --------- | ------------------------ | ---- | ------ | ----------- | --------------------- | --------------------- | --------------- | --------------- | ------------ | ------------ | ---------------- | ---------------- |
| Gardien   | Antoni Ramallets         |      | 38     | -53         | 28                    | -40                   | 7               | -9              | 2            | -2           | 1                | -2               |
| Gardien   | Juan Zambudio Velasco    |      | 2      | -3          | 2                     | -3                    |                 |                 |              |              |                  |                  |
| Défenseur | Gustavo Biosca           |      | 40     |             | 30                    |                       | 7               |                 | 2            |              | 1                |                  |
| Défenseur | Cheché Martín            |      | 31     |             | 22                    |                       | 7               |                 | 2            |              |                  |                  |
| Défenseur | Joan Segarra             |      | 16     |             | 16                    |                       |                 |                 |              |              |                  |                  |
| Défenseur | Francesc Calvet          |      | 12     |             | 11                    |                       |                 |                 |              |              | 1                |                  |
| Défenseur | Joaquim Brugué           |      | 2      |             | 2                     |                       |                 |                 |              |              |                  |                  |
| Milieu    | Mariano Gonzalvo         |      | 32     | 3           | 25                    | 3                     | 6               |                 |              |              | 1                |                  |
| Milieu    | Josep Seguer             |      | 31     | 1           | 21                    | 1                     | 7               |                 | 2            |              | 1                |                  |
| Milieu    | Andreu Bosch             |      | 22     |             | 13                    |                       | 7               |                 | 2            |              |                  |                  |
| Milieu    | Nicolae Simatoc          |      | 7      |             | 6                     |                       |                 |                 |              |              | 1                |                  |
| Milieu    | Miguel Torra             |      | 3      | 1           | 3                     | 1                     |                 |                 |              |              |                  |                  |
| Attaquant | Estanislao Basora        |      | 37     | 14          | 27                    | 8                     | 7               | 4               | 2            | 2            | 1                |                  |
| Attaquant | César Rodríguez          |      | 34     | 29          | 24                    | 23                    | 7               | 5               | 2            | 1            | 1                |                  |
| Attaquant | Eduardo Manchón          |      | 30     | 12          | 21                    | 9                     | 6               | 2               | 2            | 1            | 1                |                  |
| Attaquant | Laszlo Kubala            |      | 28     | 39          | 19                    | 26                    | 7               | 12              | 2            | 1            |                  |                  |
| Attaquant | Jordi Vila               |      | 25     | 19          | 17                    | 10                    | 7               | 9               | 1            |              |                  |                  |
| Attaquant | Emilio Aldecoa           |      | 23     | 2           | 19                    | 2                     | 2               |                 | 1            |              | 1                |                  |
| Attaquant | Mateo Nicolau            |      | 9      | 2           | 9                     | 2                     |                 |                 |              |              |                  |                  |
| Attaquant | Luis Aloy                |      | 7      | 3           | 6                     | 3                     |                 |                 |              |              | 1                |                  |
| Attaquant | Jaime Escudero           |      | 5      |             | 3                     |                       |                 |                 | 2            |              |                  |                  |
| Attaquant | Tomás Hernández "Moreno" |      | 3      | 2           | 3                     | 2                     |                 |                 |              |              |                  |                  |
| Attaquant | Joaquín Tejedor          |      | 2      |             | 2                     |                       |                 |                 |              |              |                  |                  |
| Attaquant | Miquel Ferrer            |      | 2      |             | 2                     |                       |                 |                 |              |              |                  |                  |

## Classement du championnat
| Rang | Équipe                  | Pts | J  | G  | N  | P  | Bp | Bc | Diff |
| ---- | ----------------------- | --- | -- | -- | -- | -- | -- | -- | ---- |
| 1    | FC Barcelone            | 43  | 30 | 19 | 5  | 6  | 92 | 43 | +49  |
| 2    | Atlético Bilbao         | 40  | 30 | 17 | 6  | 7  | 78 | 46 | +32  |
| 3    | Real Madrid             | 38  | 30 | 17 | 6  | 8  | 79 | 50 | +29  |
| 4    | Atlético MadridT        | 37  | 30 | 16 | 5  | 9  | 80 | 57 | +23  |
| 5    | Valence CF              | 35  | 30 | 15 | 5  | 10 | 68 | 51 | +17  |
| 6    | Séville CF              | 32  | 30 | 14 | 4  | 12 | 69 | 57 | +12  |
| 7    | Espanyol Barcelone      | 32  | 30 | 14 | 4  | 12 | 69 | 62 | +7   |
| 8    | Real Valladolid         | 29  | 30 | 9  | 11 | 10 | 47 | 43 | +4   |
| 9    | Celta Vigo              | 27  | 30 | 11 | 3  | 15 | 64 | 66 | -2   |
| 10   | Real Sociedad           | 26  | 30 | 11 | 4  | 15 | 60 | 59 | +1   |
| 11   | Deportivo La Corogne    | 25  | 30 | 10 | 5  | 15 | 46 | 70 | -24  |
| 12   | Real SaragosseP         | 25  | 30 | 10 | 5  | 15 | 54 | 73 | -19  |
| 13   | Real Sporting de GijónP | 25  | 30 | 10 | 5  | 15 | 49 | 75 | -26  |
| 14   | Real Santander          | 25  | 30 | 9  | 7  | 14 | 45 | 65 | -20  |
| 15   | UD Las PalmasP          | 22  | 30 | 9  | 4  | 17 | 36 | 85 | -49  |
| 16   | Club Atlético TetuánP   | 19  | 30 | 7  | 5  | 18 | 51 | 85 | -34  |

- Champion et qualification pour la Coupe Latine 1952
- Barrages
- Relégation en Segunda División

| Championnat d'Espagne Champion 1951-1952 |
| ---------------------------------------- |
| FC Barcelone 5e Titre                    |